# روبرتو کریولو
روبرتو کریولو (انگلیسی: Roberto Crivello؛ زادهٔ ۱۴ سپتامبر ۱۹۹۱) بازیکن فوتبال اهل ایتالیا است.
از باشگاه‌هایی که در آن بازی کرده‌است می‌توان به باشگاه فوتبال یوونتوس، باشگاه فوتبال فروزینونه، و باشگاه فوتبال اسپتزیا اشاره کرد.